# TVC 15
"TVC 15" es una canción escrita por el músico británico David Bowie, publicada en su décimo álbum de estudio Station to Station (1976).

## Composición
La canción fue inspirada por un episodio en el que Iggy Pop alucinó y creyó que la televisión se estaba tragando a su novia. Bowie desarrolló una historia de una televisión holográfica, TVC 15. En la canción, la novia del narrador se desplaza en la televisión y posteriormente, el narrador decide también desplazarse para encontrarla.

## Recepción de la crítica
La canción ha sido descrita como "incongruentemente alegre" y "el tributo más oblicuo a the Yardbirds". El crítico Robert Christgau la describió como una mezcla "irresistible" de Lou Reed, la música disco y Huey Smith.

## Versiones en vivo
- Una versión grabada en el Coliseo Nassau, Uniondale durante la gira de Isolar el 23 de marzo de 1976 fue incluida en Live Nassau Coliseum '76.[7]
- Actuaciones de la gira The Stage han sido publicadas en Stage (1978) y Welcome to the Blackout (Live London '78) (2018).[8][9]
- Bowie interpretó la canción durante el concierto de Live Aid el 13 de julio de 1985.[10]

## Otros lanzamientos
- La canción fue publicado como sencillo junto con "We Are the Dead" como lado B el 30 de abril de 1976.[11]
- La canción fue publicado como lado B en el lanzamiento en Francia de "Station to Station" el 23 de enero de 1976.[12]
- La canción apareció en la banda sonora de la película de 1981, Christiane F.[13]
- La canción ha aparecido en numerosos álbumes compilatorios de David Bowie:
  - The Best of Bowie (1980)
  - Fame and Fashion (1984)
  - Sound + Vision (1989)
  - The Singles Collection (1993)
  - The Best of David Bowie 1974/1979 (1998)
  - Best of Bowie (2002)
- Está versión de la canción, originalmente publicada como sencillo en el Reino Unido, estuvo disponible en formato digital y CD por primera vez en 2016, en Re:Call 2, como parte de la caja recopilatoria Who Can I Be Now? (1974–1976).[14]
- Fue publicada como un disco ilustrado en la caja recopilatoria, Life Time.[15]

## Lista de canciones
Todas las canciones escritas por David Bowie.
1. "TVC 15" – 3:36
2. "We Are the Dead" – 5:01

## Créditos
Créditos adaptados desde las notas del álbum.
- David Bowie – voz principal, saxofón
- Warren Peace – percusión, coros
- Carlos Alomar – guitarra eléctrica
- Earl Slick – guitarra eléctrica
- George Murray – bajo eléctrico
- Dennis Davis – batería
- Roy Bittan – piano

## Posicionamiento
| Gráficas (1976)                    | Pico de posición |
| ---------------------------------- | ---------------- |
| Reino Unido (UK Singles Chart)     | 33               |
| Estados Unidos (Billboard Hot 100) | 64               |
| Suecia (Sverigetopplistan)         | 18               |